# Helicoverpa
Helicoverpa é um gênero de mariposas da ordem Lepidoptera, superfamília Noctuoidea, família Noctuidae. Inclui algumas espécies consideradas das mais sérias lagartas pragas atacando plantações e plantas de jardins a exemplo de três espécies-chaves: H. armigera, H. zea e H. punctigera. Algumas espécies são capazes de migrar para novas localidades, ou são carreadas em meios de transporte humanos, onde fixam novas populações invasoras.
Os ovos destas mariposas tipicamente levam de 3 a 10 dias para nascerem, a depender das condições ambientes. As pequenas lagartas medem pouco mais de 1 mm e têm uma cabeça preta contrastando com seu corpo mais claro. Comem a casca de seus ovos. Passam por 6 ínstares larvais até empuparem para virarem mariposas, ao longo de 2-6 semanas, também a depender das condições ambientais onde estiverem se desenvolvendo. Lagartas maduras de último ínstar medem entre 4 e 5 centímetros, e apresentam coloração e marcas variáveis, mas seguindo um padrão de linhas e bandas ao longo do corpo; possuem quatro pares de falsas pernas no final do corpo. Empupam no solo diretamente abaixo de onde caíram para se desenvolver, e a pupa sacode o abdômen vigorosamente quando importunada. 
Adultos deste gênero tipicamente medem cerca de 35 mm de comprimento, e possuem uma envergadura de asas entre 3 e 4 cm. Costumam ter as asas dianteiras variando de coloração entre os sexos (dimorfismo sexual) onde as fêmeas são mais escuras, de tom amarronzado ou avermelhado enquanto que machos tendem do cinza ao amarelo, ou verde ou marrom claro. As asas traseiras costumam ser mais pálidas, com as bordas um pouco mais escuras. Mariposas adultas tipicamente alimentam-se de néctar e vivem cerca de 10 dias. As fêmeas botam cerca de 1000 ovos, em algumas espécies em conjuntos, e em outras isoladamente, sobre flores, folhas, frutos em desenvolvimento. Geralmente, põem os ovos sobre o ápice em crescimento das plantas.

## Espécies
- Helicoverpa armigera Hübner, 1805
- Helicoverpa assulta (Guenée, 1852)
- Helicoverpa atacamae Hardwick, 1965
- Helicoverpa fletcheri Hardwick, 1965
- Helicoverpa gelotopoeon (Dyar, 1921)
- Helicoverpa hardwicki Matthews, 1999
- Helicoverpa hawaiiensis Quaintance & Brues, 1905
- Helicoverpa helenae Hardwick, 1965
- Helicoverpa pallida Hardwick, 1965
- Helicoverpa prepodes Common, 1985
- Helicoverpa punctigera Wallengren, 1860
- Helicoverpa toddi Hardwick, 1965
- Helicoverpa zea Boddie, 1850
- Helicoverpa minuta - extinta